# US Airways Express
US Airways Express — торгова марка (бренд) магістральної авіакомпанії Сполучених Штатів Америки US Airways, що використовується рядом регіональних авіаперевізників країни для виконання пасажирських перевезень у великі транзитні аеропорти US Airways з невеликих аеропортів країни.
Маршрутна мережа авіакомпаній під брендом US Airways Express поширюється на аеропорти міст США, Канади, Багамських островів і в більшості своїй побудована навколо таких великих вузлових аеропортів:
- міжнародний аеропорт Шарлотт/Дуглас,
- міжнародний аеропорт Філадельфії,
- міжнародний аеропорт Фінікс/Скай-Харбор,
- Лас-Вегаський міжнародний аеропорт Маккаран,
- нью-йоркський аеропорт Ла-Гуардіа,
- національний аеропорт імені Рональда Рейгана у Вашингтоні,
- бостонський міжнародний аеропорт Логан.

## Історія
Історія US Airways Express сходить до 1967 року, коли невелика авіакомпанія Henson Airlines (в майбутньому — Piedmont Airlines) уклала партнерську угоду з Allegheny Airlines (майбутня US Airways) і почала виконувати пасажирські перевезення в рамках загального розкладу «Allegheny Commuter». Першим регулярним маршрутом авіакомпанії став рейс з Балтімора в Хагерстоун. На загальну думку, даний договір вважається першим код-шерінгові угоди в області комерційних авіаперевезень і першим випадком використання великої авіакомпанією ресурсів меншого перевізника для забезпечення пасажиропотоку з місцевих ліній у великі вузлові аеропорти.
Pacific Southwest Airlines і Piedmont Airlines були найбільшими регіональними авіаперевізниками, що увійшли до складу авіакомпанії USAir, що стала потім US Airways. Корпоративні бренди даних авіакомпаній були збережені після входження їх до складу USAir, також було залишено і відносно самостійне, статус дочірніх філій, управління даними компаніями.

## Авіакомпанії US Airways Express

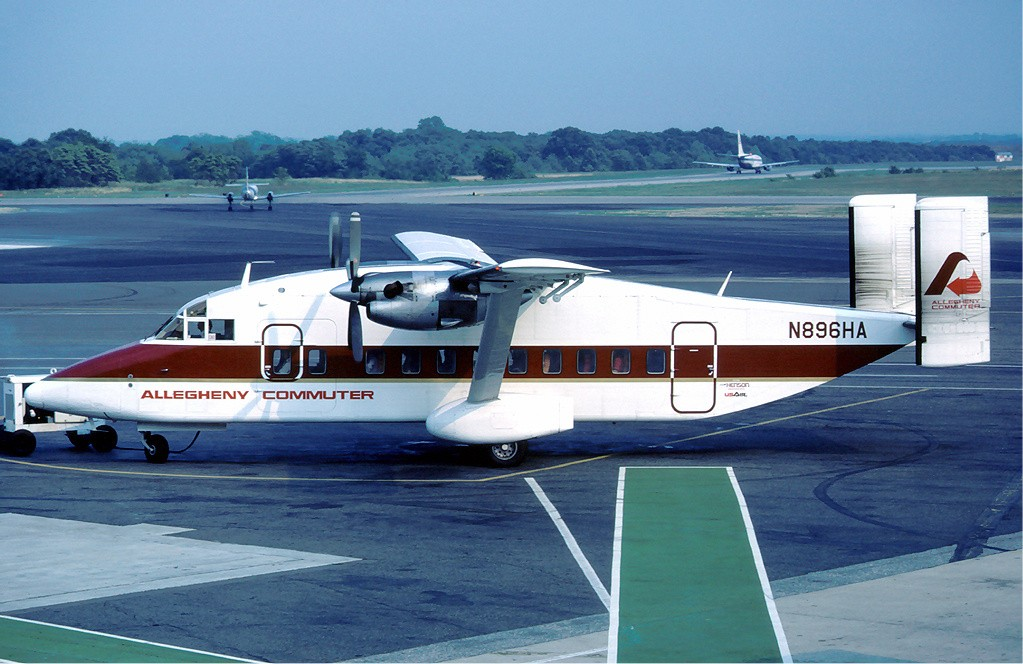
Short 330 авіакомпанії Henson Airlines в Міжнародному аеропорту Балтімор/Вашингтон, вересень 1983 року

| Авіакомпанія          | Номери рейсів | ІАТА | ІКАО | Позивний    | Примітка                                                |
| PSA Airlines          | 2200-2599     | US   | JIA  | Blue Streak | Належить US Airways Group                               |
| Piedmont Airlines     | 4100 — 4649   | US   | PDT  | Piedmont    | Належить US Airways Group                               |
| Mesa Airlines         | 2600-2999     | YV   | ASH  | Air Shuttle |                                                         |
| Chautauqua Airlines   | 3000 — 3099   | RP   | CHQ  | Chautauqua  | Належить Republic Airways Holdings                      |
| Republic Airlines     | 3200 — 3499   | RW   | RPA  | Brickyard   | Дочірня авіакомпанія холдингу Republic Airways Holdings |
| Air Wisconsin         | 3575 — 4099   | ZW   | AWI  | Air Whisky  |                                                         |
| Colgan Air            | 4800 — 4999   | 9L   | CJC  | Colgan      | Належить корпорації Pinnacle Airlines                   |
| Trans States Airlines | 3500 — 3574   | AX   | LOF  | Waterski    |                                                         |

## Флот

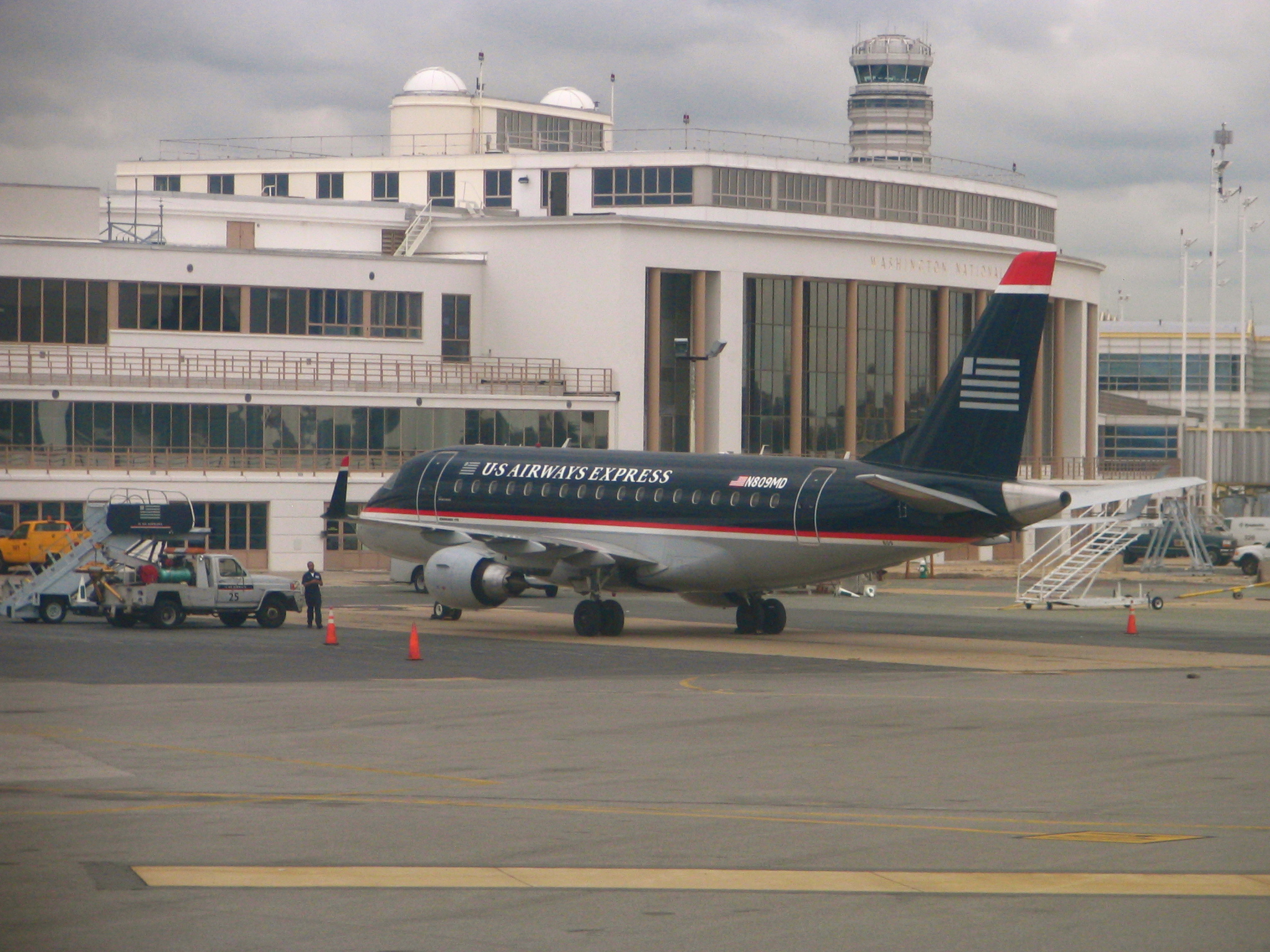
Embraer 170 в колишній лівреї

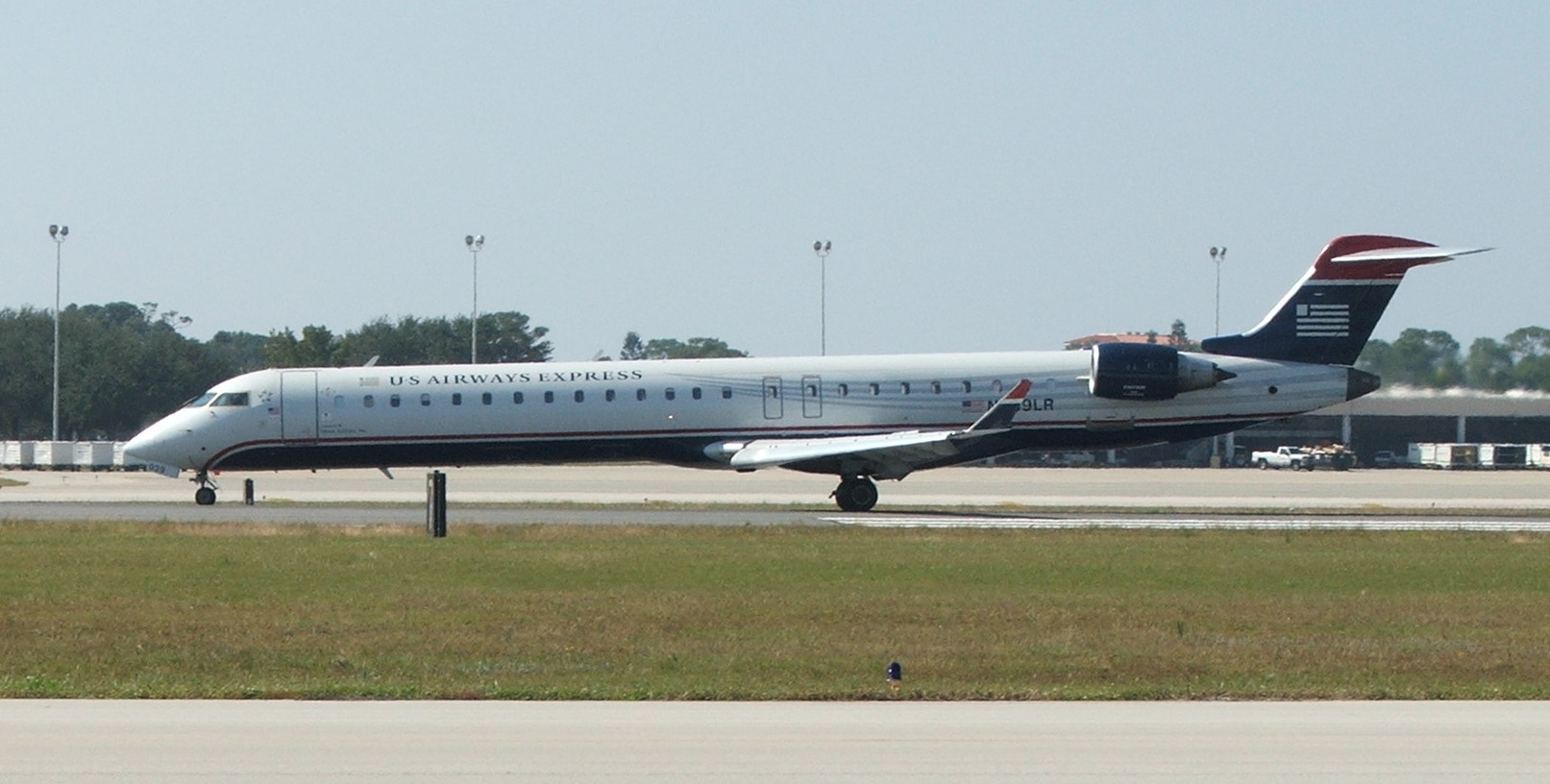
CRJ-900 авіакомпанії Mesa Airlines в поточній лівреї

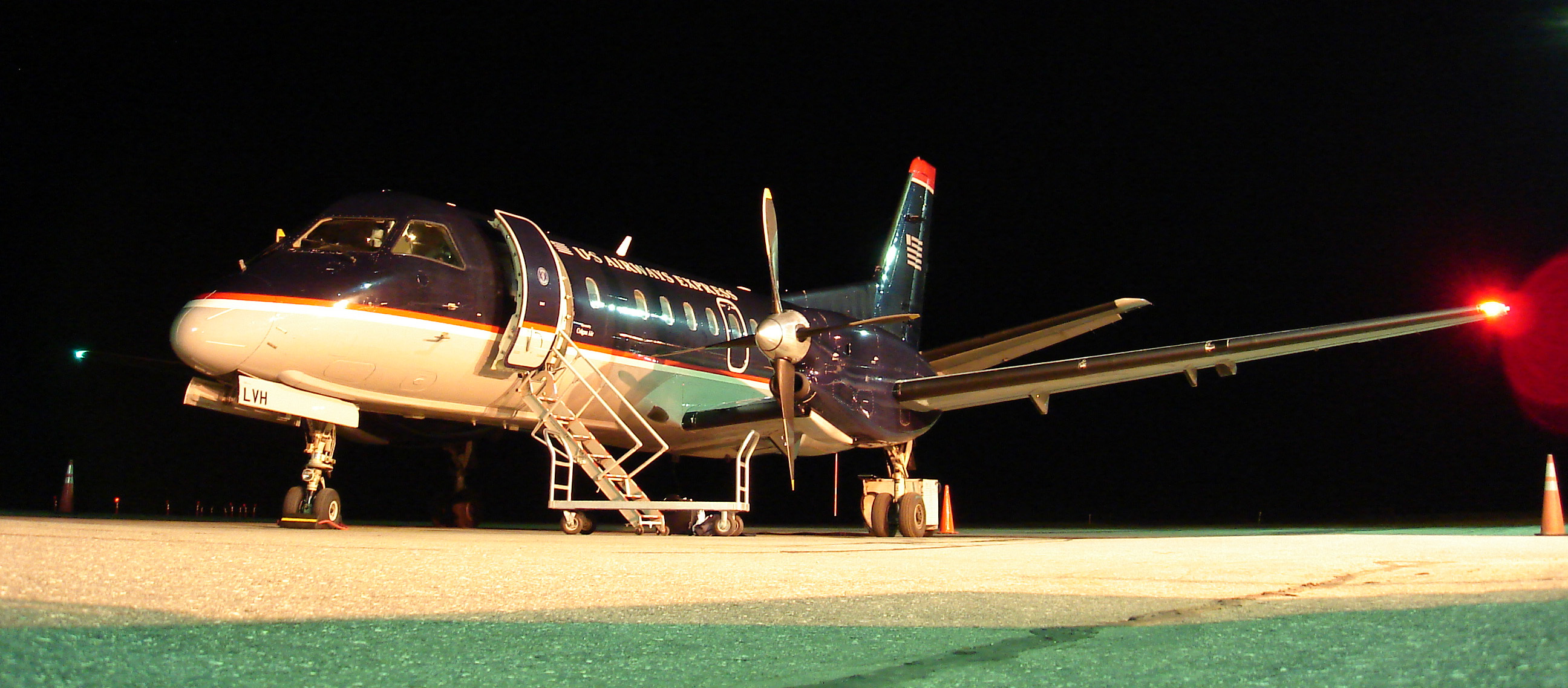
Saab 340B в колишній лівреї US Airways Express

Станом на травень місяць 2008 року загальний флот, що працює під брендом US Airways Express складався з таких літаків:
| Тип літака                 | Пасажирів | Всього | Експлуатант                                |
| -------------------------- | --------- | ------ | ------------------------------------------ |
| Canadair Regional CRJ-900  | 86        | 38     | Mesa Airlines                              |
| Canadair Regional CRJ-700  | 70        | 14     | PSA Airlines                               |
| Canadair Regional CRJ-200  | 50        | 116    | Air Wisconsin, Mesa Airlines, PSA Airlines |
| deHavilland Dash 8-100/200 | 37        | 50     | Mesa Airlines, Piedmont Airlines           |
| deHavilland Dash 8-300     | 50        | 11     | Piedmont Airlines                          |
| Embraer ERJ-175            | 86        | 36     | Republic Airlines                          |
| Embraer ERJ-170            | 72        | 20     | Republic Airlines                          |
| Embraer ERJ-145            | 50        | 12     | Chautauqua Airlines, Trans States Airlines |
| Saab 340B                  | 34        | 16     | Colgan Air                                 |

## Колишні авіакомпанії і колишній флот
Авіакомпанії, що працювали в різний час в рамках партнерської програми US Airways Express:
- Air Midwest
- Allegheny Airlines
- CCAir
- CommutAir
- Crown Airways
- FloridaGulf Airlines
- Jet Express
- Liberty Express Airlines
- Midway Airlines
- MidAtlantic Airways
- Paradise Island Airlines
- Potomac Air
- Ransome Airlines
- Shuttle America
- Southern Jersey Airways
- StatesWest Airlines
- Suburban Airlines.

Типи літаків, які раніше літали під брендом US Airways Express і нині виведені з експлуатації:
- Dornier 328
- deHavilland Dash 7
- Short 360
- Jetstream 31
- Jetstream 41
- EMB-120 Brasilia
- Short 330
- Fokker F27
- DHC-6 Twin Otter
- Nord 262
- Mohawk 298
- Fairchild Metro
- EMB-110 Bandeirante
- CASA 212
- DHC-3 Otter
- deHavilland Heron
- Volpar Beech 18
- Riley 400
- Beech 99.